# Bartolomeo Beccari
Jacopo Bartolomeo Beccari, född 25 juli 1682 och avliden 18 januari 1766, var en italiensk kemist, och en av de ledande vetenskapsmännen i Bologna under första halvan av 1700-talet. Han är främst känd för sin upptäckt av gluten i vetemjöl.